# Ellenberg (Kelet-Albi járás)
Ellenberg település Németországban, azon belül Baden-Württembergben. Lakosainak száma 1862 fő (2023. december 31.).

## Népesség
A település népessége az elmúlt években az alábbi módon változott:
| Lakosok száma | 1298 | 1372 | 1417 | 1436 | 1547 | 1656 | 1735 | 1735 | 1655 | 1862 |
|               | 1961 | 1967 | 1974 | 1980 | 1987 | 1993 | 2000 | 2006 | 2013 | 2023 |